# Бекирова, Зулейха
Зуле́йха Абдулхаи́ровна Беки́рова (23 мая 1913, Смежное, Джанкойский район — 1999, Москва) — советский и крымскотатарский мастер декоративно-прикладного искусства, член Союза художников СССР. Отмечена как большой знаток традиционной крымскотатарской вышивки и ткачества. Внесла значительный вклад в крымскотатарское декоративно-прикладное искусство.

## Биография
Зулейха Бекирова родилась 23 мая 1913 года в селе Моллалар (ныне Смежное) Перекопского уезда Таврической губернии. Ещё с детства проявляла интерес к вышивке, и мать-рукодельница вместе с бабушкой Зулейхи, следуя национальным традициям, обучали девочку основам искусства Орьнек. Училась в крымскотатарской школе.
Через некоторое время родители отправили дочь в Кезлев (ныне Евпатория) в артель Евпаторийской художественно-кустарной артели «Эски-Орнек» («Старинный узор»), организованной в 1930 году П. Я. Чепуриной, к известной дореволюционной вышивальщице Адавие Эфендиевой, чтобы у Зулейхи была возможность профессионально овладеть различными видами техник вышивания. Зулейха Абдулхаировна в короткий срок овладела техникой и орнаментальной композицией крымскотатарской вышивки и ткачества.
В марте 1932 года девушка стала лучшей мастерицей артели и успешно выполняла сложнейшие элементы орнаментальной композиции. Её отправили учиться в Московский художественно-промышленный техникум. Проявляя большой интерес к техническому применению орнаментов, Зулейха Бекирова освоила традиционные элементы вышивки не только крымских татар, но и многих других народов Востока. Она принимала в научных поездках по республикам Средней Азии, включая Казахстан, в результате чего собрала богатый материал по ковроткачеству.
С сентября 1936 года Зулейха Бекирова работала художницей по ковровой специальности в Научно-исследовательском институте художественной промышленности.
Её работы постоянно выставлялись на различных всесоюзных и международных выставках, включая Нью-Йорк и Киев (1939). Самые известные из них — гобелены «Озарение», «Закат», «Весна идёт» и другие. Для всемирной выставки в Нью-Йорке по эскизу Зулейхи Бекировойв Ашхабадской экспериментальной ковровой мастерской по эскизу, разработанной Зулейхой-ханым, был соткан ковёр «Верблюды»; ныне он хранится в фондах Музея народного искусства имени Станиславского в Москве.
В 1939 году Зулейху Бекирову приняли в Союз художников СССР. В 1940 году поступила в Московский институт декоративно-прикладного искусства. Одновременно активно и плодотворно занималась творчеством.
В 1940 году Зулейха Бекирова поступила учиться в Московский институт декоративного и прикладного искусства, по окончании которого в 1948 году её направили преподавать в Московский художественно-промышленный техникум им. Калинина.
С 1949 по 1952 год училась в аспирантуре при Научно-исследовательском институте художественной промышленности по специальности «Ковроткачество». Защитила диссертацию «Декоративное оформление ковровыми изделиями зрительного зала Ашхабадского драматического театра».
В 1950—1953 годах занималась декоративным оформлением ковровыми изделиями зрительного зала Ашхабадского драматического театра. После ухода на пенсию основной точкой приложения творческих сил художницы стали гобелены «Весна идёт», «Труд», «Озарение», «Осень».
В 1990 году Зулейха Бекирова была приглашена Крымскотатарским фондом культуры для обучения группы, состоящей из 12 крымскотатарских девушек, традиционной технике вышивки — техникам «татар ишлиме», «мыкълама», основным швам в этих техниках. Она подготовила большое количество орнаментальных композиций для начинающих вышивальщиц, обучила девушек самым распространённым видам традиционной крымскотатарской вышивки, включая и такую сложную технику, как «татар ишлеме» — глухая двусторонняя гладь. Одной из наиболее способных учениц оказалась Эльвира Османова, у которой есть уже свои ученицы — Халида Кипчакова, Венера Курмаева и другие.
Скончалась в 1999 году после продолжительной болезни. Похоронена в Москве. Детей не имела.
Работы Зулейхи Бекировой хранятся в музеях Крыма, Москвы, Санкт-Петербурга, Ашхабада.

## Память
22 января 2013 года к 100-летию Зулехи Бекировой на её могиле в Москве на кладбище Северное Бутово состоялось открытие памятника — башташа.
16 апреля 2013 года в Симферополе во Всеукраинском информационно-культурном центре по инициативе Э. Черкезовой состоялась выставка-семинар «Преемственность поколений» («Несиллер багъы»), которая была приурочена к 100-летию со дня рождения Зулейхи Бекировой.